# Uvarus falli
Uvarus falli är en skalbaggsart som först beskrevs av Young 1940.  Uvarus falli ingår i släktet Uvarus och familjen dykare. Inga underarter finns listade i Catalogue of Life.